# Nelleke Penninx
Nelleke Penninx (née le 14 septembre 1971 à Loosdrecht) est une rameuse néerlandaise.

## Biographie

### Palmarès

#### Aviron aux Jeux olympiques
- 2000 à Sydney,  Australie
  -  Médaille d'argent en huit[1]

#### Championnats du monde d'aviron
- 1998 à Cologne,  Allemagne
  -  Médaille de bronze en quatre sans barreur
- 1995 à Tampere,  Finlande
  -  Médaille de bronze en quatre de couple